# فرشته تاریکی
فرشتهٔ تاریکی (به انگلیسی: Dark Angel) نام سریال آمریکایی ساخته‌شده توسط شبکهٔ تلویزیونی فاکس است که پخش آن در ۳ اکتبر ۲۰۰۰ آغاز و در ۳ می ۲۰۰۲ پایان یافت.

## داستان

### فصل ۱
سریال دربارهٔ ۱۲ بچه است که سال ۲۰۰۹ از پایگاه مانتیکور فرار می‌کنند، نام گروه ایشان ایکس۵ بوده‌است. پایگاه مانتیکور زیر دست لایدکر اداره می‌شده که شخص بی‌رحمی است و کودکان کم‌سن‌وسال را مورد آزار قرار می‌داده‌است لایدکر طی آزمایش‌هایی ژن‌های این کودکان رو تغییر می‌دهد و آنان دارای قدرت خاصی می‌شدند.
طی ماجراهایی ۱۲ نفر از بچه‌ها فرار می‌کنند
پس از ۱۰ سال هنگامی که این بچه‌ها به سن ۱۹ سالگی می‌رسند به‌دلیل اعمالی که لایدکر بر رویشان انجام داده مجبور به استفاده از قرص‌هایی می‌شوند، شخصیت اصلی داستان دختری به‌نام مکس (جسیکا آلبا) است که از قدرت‌های ماورءالطبیعی‌اش جهت کارهای خوب استفاده می‌کند.
در سویی لایدکر هم تلاش می‌کند تا این بچه‌ها را بازگرداند و اتفاقاتی در همین راستا می‌افتد.
در عین حال مکس با پسری به نام لوگان آشنا می‌شود که به‌طور مخفیانه به افشاگری کارهای کثیف مانیتیکور که سازمان خصوصی دولت است می‌پردازد.
مکس و لوگان به تدریج عاشق یکدیگر می‌شوند و مکس به کمک لوگان سعی می‌کند برادر و خواهرانی را که با او ۱۰ سال پیش از مانتیکور فرار کرده‌اند را پیدا کند. مکس ناچار می‌شود یکی از برادرانش (بن/x۵ ۴۹۳)را به خاطر استفاده از قدرت‌های خارق‌العاده‌اش در جهات منفی (بن دچار نوعی مشکل روانی شده بود که ناشی از اموزش‌ها و وظیفه‌های سختی بود که در مانتیکور به اون‌ها داده می‌شد/در مانتیکور این افراد رو ناملی می‌نامیدند و توی زیرزمین محبوس می‌کردند) بکشد و این برای او بسیار دردناک است. تینگا یکی از بچه‌هایی که از مانتیکور گریخته بود هم کشته می‌شود و مکس به همراه چند برادر و خواهر دیگرش برای انتقام‌گیری به مانتیکور حمله می‌کنند اما مکس آسیب می‌بیند برادرش زک در انتهای فصل ۱ قلب خود را برای نجات مکس اهدا می‌کند و مکس به پایگاه جدید مانتیکور که توسط زنی اداره می‌شود بازمی‌گردد و لوگان و دیگران فکر می‌کنند که او مرده‌است.

### فصل ۲
در آغاز فصل دو مکس که دوباره به ناچار در مانتیکور زندگی می‌کند از هیچ فرصتی برای پیدا کردن راهی برای خروج و فرار دریغ نمی‌کند. اما مانتیکور جدید از روی دی ان ای بچه‌های سابق بچه‌هایی مشابه تولید می‌کند و سری‌های جدیدی به جز ایکس۵ می‌سازد.
در مانتیکور برای سربازها شریک پیدا می‌کنند تا با هم جفت‌گیری کنند و این کار را وظیفه می‌پنداشتند.
یک شب که مکس در سلولش مشغول استراحت بود شریک اون وارد میشه که چهره‌اش کاملاً شبیه بنه(x۵ ۴۹۳) مکس از دیدن او غافلگیر می‌شود و گمان می‌کند بن را دیده‌است اما متوجه می‌شود که او برادر دوقلوی بن که نامی ندارد و کداختصاصی اش(x۵ ۴۹۴) است. مکس نام الک را برای اون میگذاره. اما اجازه نمیده که بهش نزدیک بشه. مکس یکبار در زیرزمین پایگاه موجودی به نام جاشوا رو میبینه که صورتی مانند سگ دارد. مکس به کمک الک و جاشوا از مانتیکور فرار می‌کند. به محض آزادی نزد لوگان می‌رود و او را در آغوش می‌کشد اما لوگان نقش زمین شده و حالش خراب می‌شود. الک با تفنگ سر می‌رسد و در مورد ویروسی اطلاع می‌دهد که زمانی که مکس در مانتیکور بوده به او تزریق شده‌است و درصورتی که مکس به لوگان دست بزند او تا پای مرگ پیش می‌رود و درصورتی که مکس پادزهر را می‌خواهد باید به پایگاه برگردد و خودش را تسلیم کند. مکس به پایگاه حمله می‌کند و پادزهر را می‌دزدد و مانتیکور را به آتش می‌کشد و زندانیان را آزاد می‌کند. لوگان موقتاً نجات پیدا می‌کند. البته در صورتی که مکس به او دست نزند.
هرج و مرج به وجود میآید چرا که بسیاری از سری xها که از مانتیکور خارج شده‌اند دچار وحشت مردم شده و نیروهای پلیس را به دنبال خود می‌کشانند. همچنین با پاپوش بسیاری از xها را به قتل می‌رسانند.
مکس عده‌ای را نجات می‌دهد و دوباره با الک مواجه می‌شود. اما الک دزدیده شده و به او گفته می‌شود که در صورتی که چندنفر از کسانی را که از مانتیکور فرار کرده‌اند طی مدت کوتاهی بکشد و پوست آن‌ها را به عنوان مدرک نزد آن‌ها نیاورد چیپی که در مغزش کار گذاشته‌اند را منفجر می‌کنند. الک چاره‌ای جز این کار را ندارد اما وقتی ناچار می‌شود مکس و جاشوا را بکشد مکس با پولی که می‌خواست از شر ویروس خود و لوگان راحت شود جان او را نجات می‌دهد و چیپ را از مغرش خارج می‌کند. الک کاری در جایی که مکس کار می‌کند یعنی در پیک جم پونی گیر میاورد.
در این فصل مکس موجودات عجیب الخلقهٔ بیشتری پیدا می‌کند که دولت در تلاش نابودی است ... موجوداتی که پشت گردنشان بارکد دارند (سری ایکس) توسط پلیس گرفته می‌شوند و به عنوان عجیب الخلقه کشته می‌شوند.
در این فصل ماجراهای بسیاری خواهیم داشت. از جمله ادامهٔ داستان مکس و لوگان و قضیهٔ عشق الک و ریچل و البته گیر افتادن الک توسط پلیس که
به علت قتل‌های سال قبل که توسط برادر دوقلویش بن انجام شده بود متهم بود...
این سریال در انتهای فصل دو که عجیب الخلقه‌ها همراه مکس و الک و لوگان و جاشوا اعلام آزادی می‌کنند تا انسان‌ها مسئولیت چیزی را که خود ساخته‌اند بپذیرند کنسل شده و ادامه داده نشد.
سریال با بازی بازیگرانی چون جنسن اکلس و جسیکا البا کنسل شد هرچند جوایزی هم برد...